# Castillo de Mauterndorf
El castillo de Mauterndorf es una fortificación situada en Salzburgo, Austria.

## Castillo
Es propiedad del estado de Salzburgo y ha sido un museo desde 2003. Varias empresas comparten los locales en Notes, incluyendo un restaurante local y servicio de cáterin. Se le ha dado otros usos, como lugar de reunión para las conferencias científicas de prestigio internacional y ha servido de sede principal para diversos eventos culturales.
El museo Regional Lungau abrió sus puertas en mayo de 2007 bajo la dirección del comisario Helga Gappmayer.